# Буковско (гмина)
Буковско (пол. Bukowsko) — сельская гмина (волость) в Польше, входит как административная единица в Санокский повет, Подкарпатское воеводство. Население — 5198 человек (на 2004 год). Административный центр — город Буковско.
По гмине пролегает международная тропа E8: Ивонич-Здруй — Рыманув-Здруй — Пулавы — Токарня (778 м) — Пшибышув — Камень над Жепедзью (717 м) — Команьча — Прелуки — Душатын — Душатыньские озёра — Крещатая (997 м) — Волосань (1071 м) — Цисна — Царыньская полонина — Шерокий-Верх — Розсыпанец (1282 м) — Халич — Буковский перевал — Тарница — Устшики-Гурне — Волосате.

## Демография

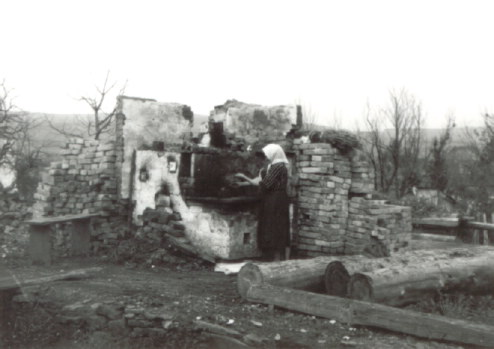
Дом, в городе Буковско (Bukowsko, Гмина Буковско). Фотография сделана в 1946 году.

| Перепись                       | Всего   | Всего | Женщины | Женщины | Мужчины | Мужчины |
| ------------------------------ | ------- | ----- | ------- | ------- | ------- | ------- |
| Единицы                        | человек | %     | человек | %       | человек | %       |
| Население                      | 5198    | 100   | 2577    | 49,6    | 2621    | 50,4    |
| Плотность населения (чел./км²) | 37,6    | 37,6  | 18,6    | 18,6    | 19      | 19      |

## Сельские округа
1. Буковско
2. Волица
3. Воля-Пётрова
4. Карликув
5. Збоиска
6. Дудыньце
7. Нагужаны
8. Надоляны
9. Новотанец
10. Токарня
11. Воля-Сенкова
12. Победно
13. Плонна
14. Пшибышув (1553—1947)
15. Белхувка(1451—1947)
16. Ратнавица (1449—1947)
17. Каменне (1553—1947)

## Соседние гмины

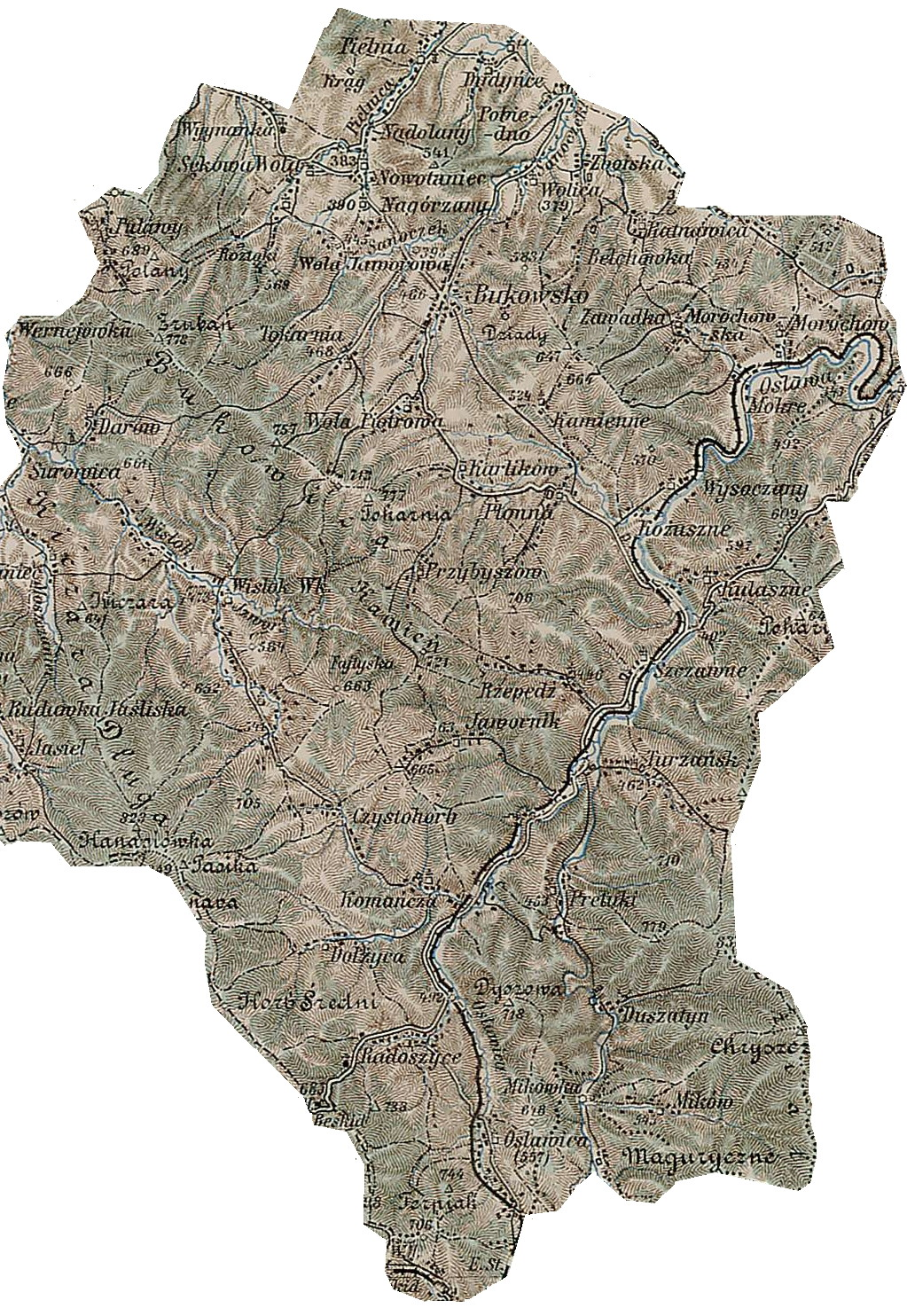
Гмина Буковско

1. Гмина Команьча
2. Гмина Рыманув
3. Гмина Санок
4. Гмина Загуж
5. Гмина Заршин